# Kypření
Kypření je zemědělská operace prováděná nejen při zpracování půdy. Jejím cílem je prokypření povrchové vrstvy ornice, tedy zvýšení aerace a omezení evaporace. Kypření se nejčastěji provádí kypřiči či bránami.

## Galerie

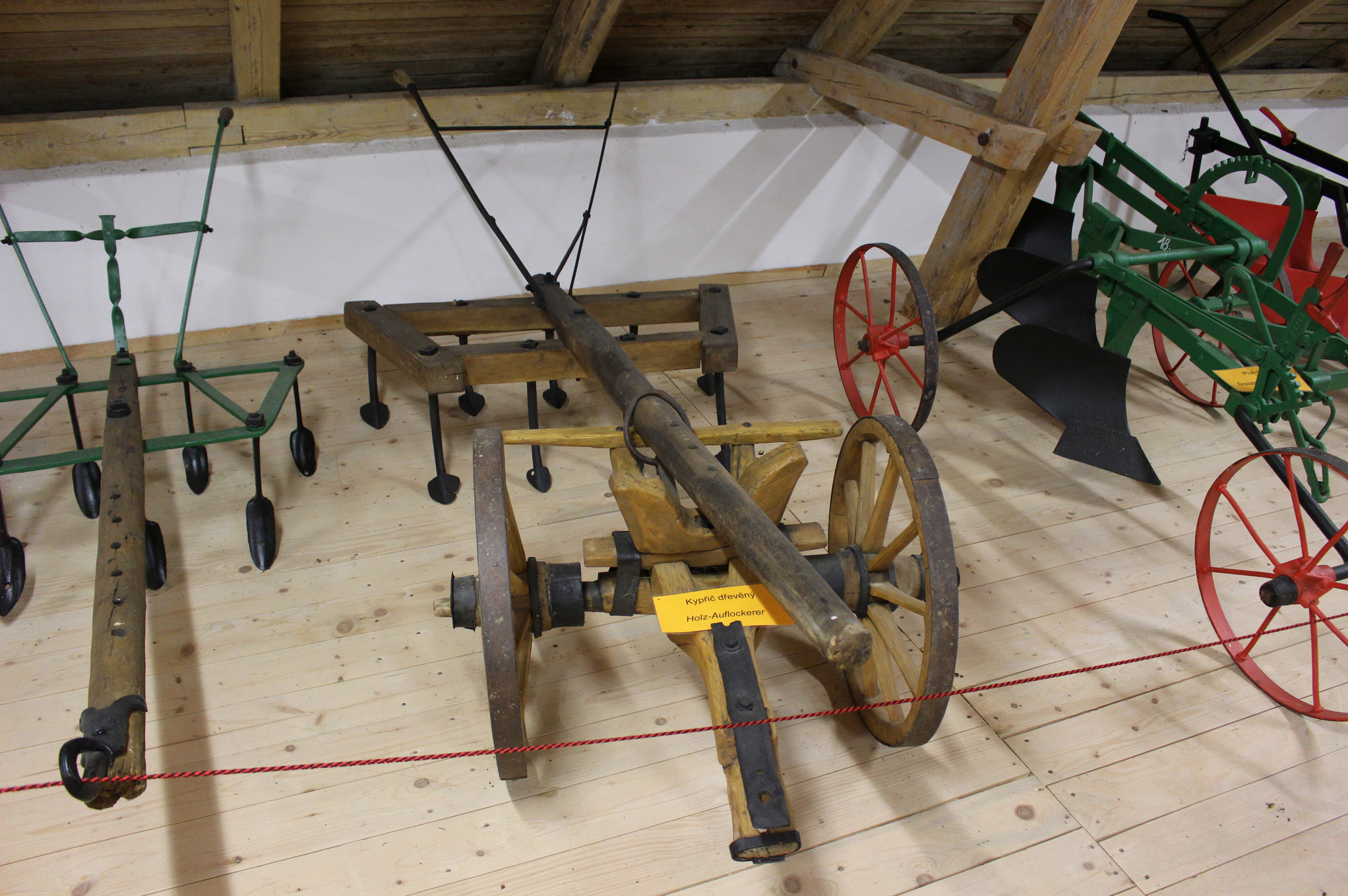
dřevěný kypřič
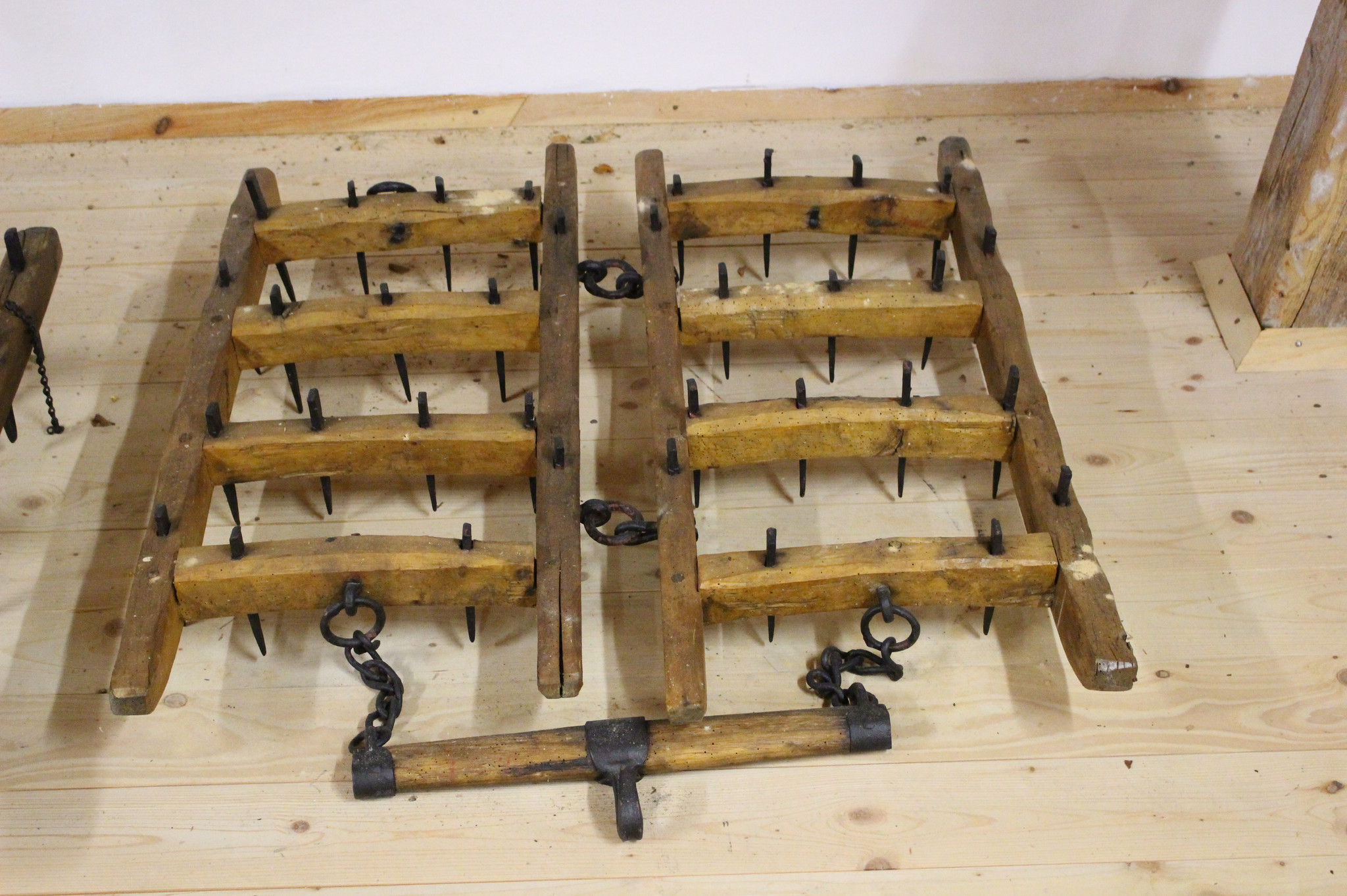
brány dřevěné
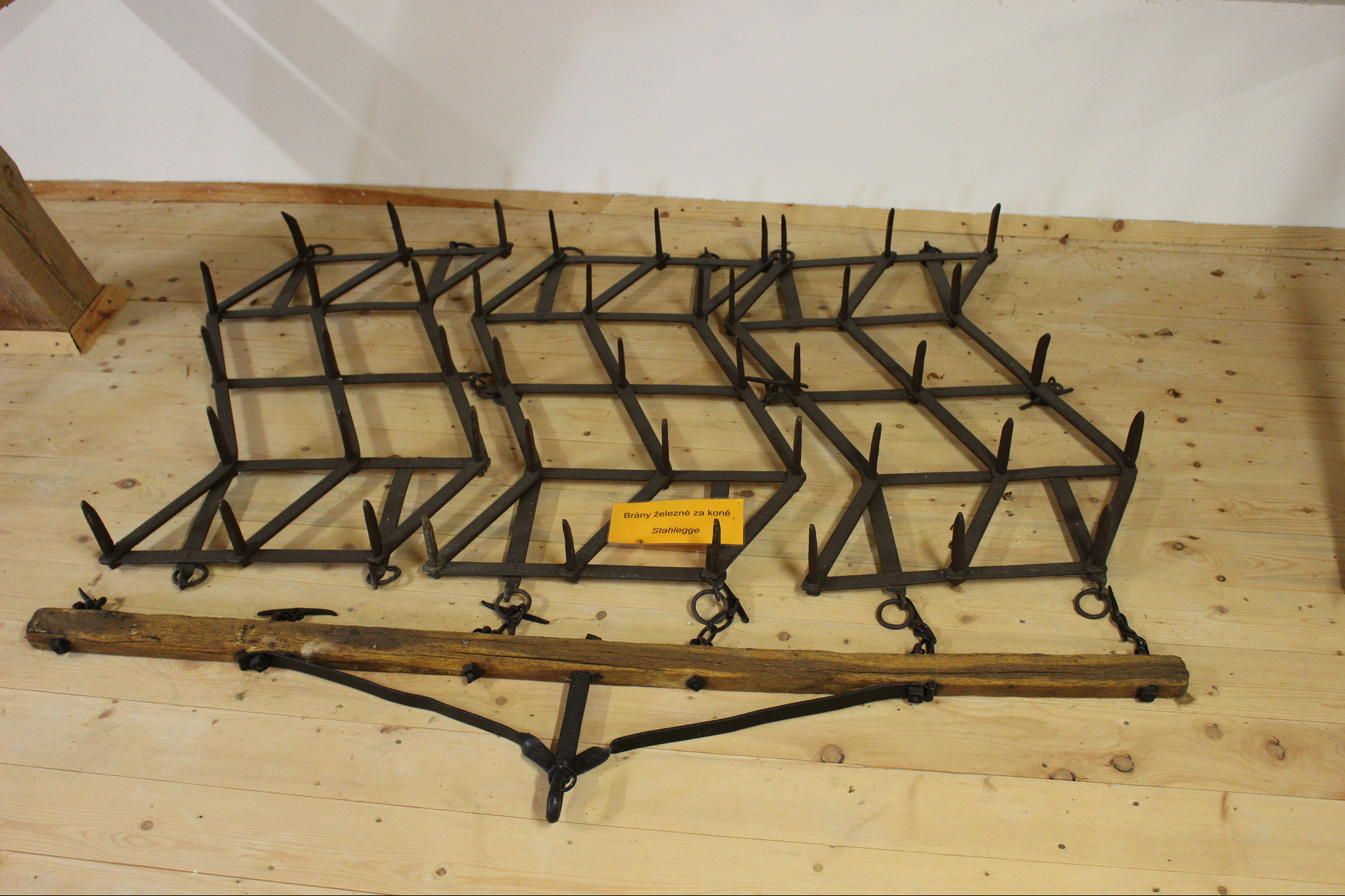
brány železné